# Chimney Mills
Chimney Mills of Chimney Mill is een plaats in het Engelse graafschap Suffolk. Het was een zogeheten extra-parochial area tot 1858, toen het een zelfstandige civil parish werd. In 1891 had deze 8 inwoners. In 1897 werd deze nogal kleine civil parish opgeheven en toegevoegd aan Culford.
Vlakbij loopt de Lark, een gekanaliseerde rivier. Ter hoogte van Chimney Mills ligt een (in onbruik geraakte) schutsluis; daarnaast lag tot 1932 een watermolen waar Chimney Mills zijn naam aan heeft te danken.

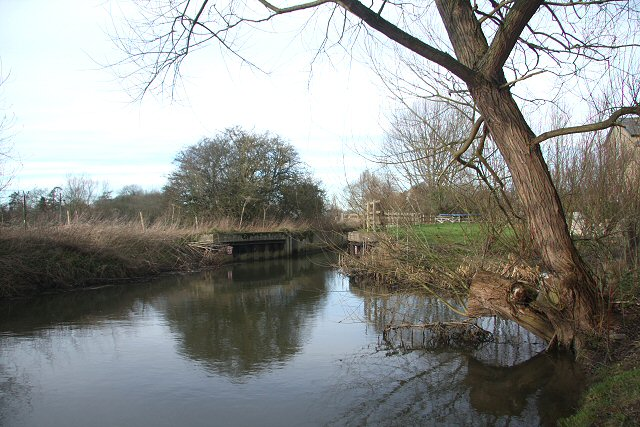
Sluis in de rivier de Lark nabij Chimney Mills